# Màrtirs de Compiègne
Les màrtirs de Compiègne foren un grup de setze religioses carmelites (onze monges, dues converses, dues germanes externes i una novícia) executades a Compiègne el 1794 per no voler renunciar al seu vot religiós durant la persecució anticlerical que va haver-hi durant la Revolució Francesa. Són considerades màrtirs i venerades com a beates per l'Església Catòlica.
Formaven part de la comunitat del convent de carmelites descalces de Compiègne. Eren: 
- Mare Teresa de Sant Agustí (Madeleine Claudine Lidoine, 41 anys), nascuda el 22 de setembre de 1752 a París.
- Mare Enriqueta de Jesús (Marie Françoise Gabrielle de Croissy, 49 anys), nascuda el 18 de juny de 1745 a París.
- Sor Sant Lluís (Marie-Anne Brideau, de 41 anys), nascuda el 7 de desembre de 1751 a Belfort.
- Sor Eufràsia de la Immaculada Concepció (Marie-Claude-Cyprienne Brard, 57 anys), nascuda el 12 de maig de 1736 a Bourth.
- Sor Júlia Lluïsa de Jesús (Rose Chrétien de Neuville, 53 anys), nascuda el 30 de desembre de 1741 a Évreux.
- Sor Santa Marta (Marie Dufour, 51 anys), nascuda el 2 d'octubre de 1741 a Bannes.
- Sor Constança de Jesús (Marie-Geneviève Meunier, 28 anys, novícia), nascuda el 28 de maig de 1765 a Saint-Denis (Sena Saint-Denis).
- Sor Maria Enriqueta de la Providència (Anne Pelras, 34 anys), nascuda el 16 de juny de 1760 a Cajarc.
- Sor de Jesús Crucificat (Marie-Anne Piedcourt, 79 anys), nascuda el 9 de dese,bre de 1715 a París.
- Sor Maria del Sant Esperit (Angélique Roussel, 52 anys, conversa), nascuda el 3 d'agost de 1742 a Fresnes-Mazancourt.
- Sor Teresa de Sant Ignasi (Marie Gabrielle Trézel, 51 anys), nascuda el 4 d'abril de 1743 a Compiègne.
- Sor Carlota de la Resurrecció (Anne Marie Madeleine Françoise Thouret, 79 anys), nascuda el 16 de setembre de 1715 a Mouy.
- Sor Sant Francesc Xavier (Juliette Verolot, 30 anys, conversa), nascuda el 13 de gener de 1764 a Lignières.
- Sor Teresa del Cor de Maria (Marie-Antoinette Hanisset, 52 anys), nascuda el 18 de gener de 1742 a Reims.
- Sor Catarina (Catherine Soiron, 52 anys, germana externa), nascuda el 2 de febrer de 1742 a Compiègne.
- Sor Teresa (Thérèse Soiron, 43 anys, germana externa), nascuda el 23 de gener de 1748 a Compiègne.

El novembre de 1789, els béns de l'Església havien estat confiscat per l'Estat i el febrer següent, foren dissolts els ordes i congregacions religiosos. Es decretà la nul·litat dels vots religiosos pronunciats per qualsevol religiós. En el cas de les dones, es permetia que, si ho volien, seguissin vivint en el convent, que passava a ésser propietat de l'Estat, que les mantindria amb una pensió. Les carmelites de Compiègne decidiren de mantenir la comunitat i hi continuaren plegades. Elegiren com a superiora Teresa de Sant Agustí, que ja ho havia estat, i Enriqueta de Jesús com a ecònoma.

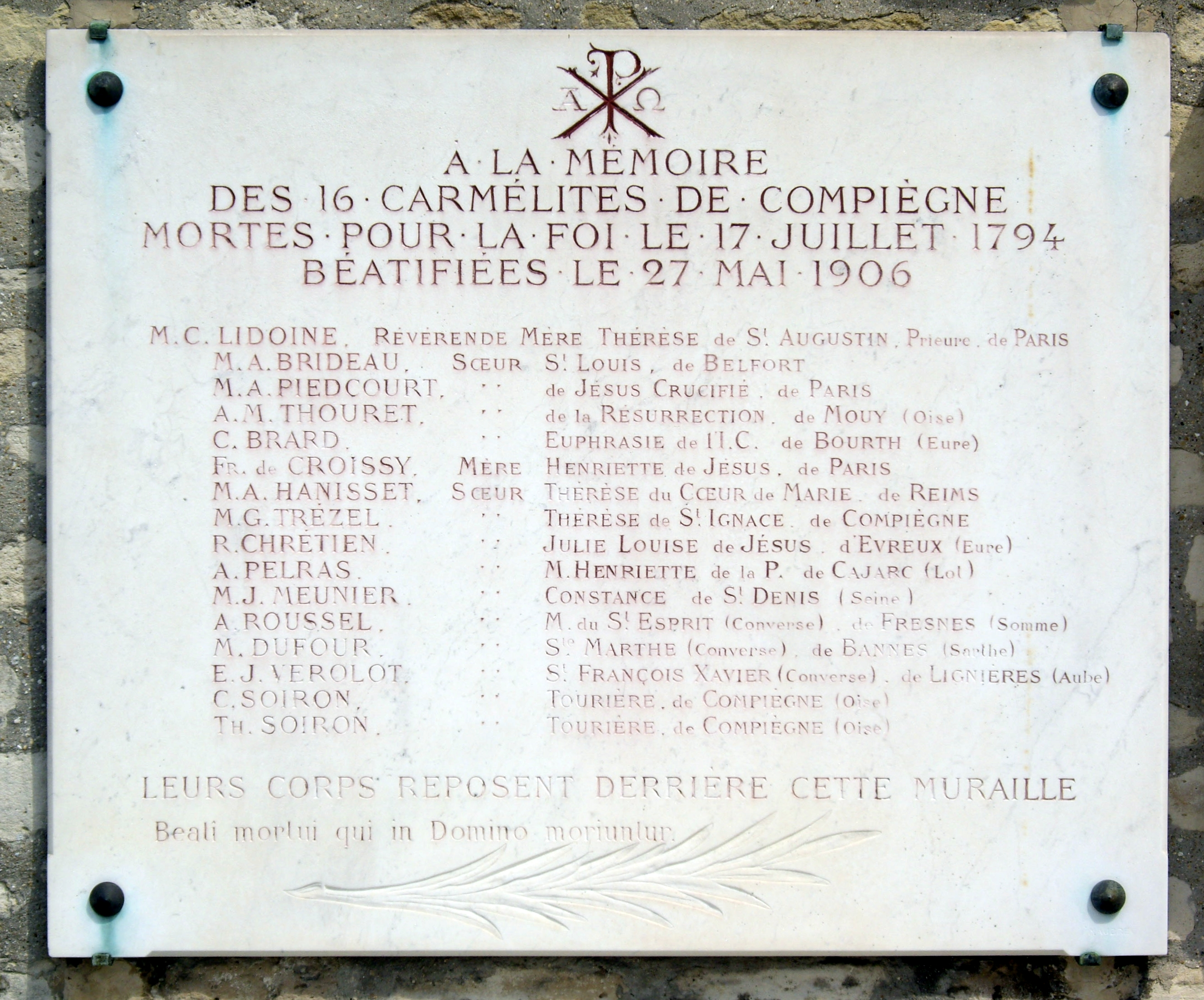
Placa commemorativa al cementiri de Picpus

Aquestes comunitats seculars, però, també foren dissoltes el 18 d'agost de 1792, i les religioses havien de marxar dels convents, que serien venuts a particulars per a obtenir recursos. Les carmelites pronunciaren un vot de martiri: oferien llurs vides per tal que arribés la pau a la nació i acabés la persecució dels eclesiàstics. El 14 de setembre foren expulsades del convent; havien, però, de jurar fidelitat a la nació i als nous principis de llibertat i igualtat. Les carmelites feren el jurament de la llibertat i l'igualtat, però no el de respecte a la constitució civil del clergat, que cregueren incompatible amb els seus vots previs.
Intentaren de continuar, encara que disperses i integrades a la vida civil, fent vida religiosa clandestinament, mantenint les hores de pregària i de treball, etc. Es reunien a l'església de Saint-Antoine de Compiègne, per a sentir missa i conservar l'esperit de comunitat. El Terror, des de 1793, incrementà la persecució religiosa. El maig de 1794, hi hagué una investigació a Compiègne i setze de les antigues carmelites foren arrestades els dies 22 i 23 de juny. Es confiscaren algunes cartes compromeses, on es criticava la Revolució, que donaren peu a l'acusació de conspiració contra la República.
El 12 de juliol, les setze foren portades de Compiègne a París, on foren jutjades. L'acusació era de "maquinar contra la República" en el seu convent. No van voler renunciar al seu vot ni a la vida religiosa i foren condemnades a mort.
Foren guillotinades el 17 de juliol de 1794, a l'antiga Plaça del Tron (avui, Place de la Nation). Van commoure el públic assistent, ja que feren el camí al patíbul serenes i cantant himnes religiosos. En arribar-hi, s'agenollaren i entonaren el Veni Creator Spiritus. La primera en morir fou la més jove, la novícia Constança de Jesús, qui es va agenollar per a demanar permís a la superiora per a morir. Pujà al patíbul cantant el Laudate Dominum (del psalm 116), com van fer les altres quinze, la darrera de les quals fou la superiora.
Les seves restes foren llençades a una fossa comuna del cementeri de Picpus (París). Foren beatificades el 27 de maig de 1906 per Pius X.

## Representacions artístiques
Una de les germanes que se'n salvà (va fugir), Maria de l'Encarnació (Françoise-Geneviève Philippe, 1761-1836), va escriure La relation du martyre des seize carmélites de Compiègne. Sobre aquesta font, Gertrud von Le Fort va escriure el relat Die Letzte am Schafott (L'última al cadafal, 1937). Georges Bernanos s'hi basà per al seu drama Dialogues des carmélites (1949). Bernanos hi incorpora, però, un nou personatge, Blanche de La Force (nom que és un homenatge a Gertrud von Le Fort). Al seu torn, el drama serví de base per a l'òpera Diàlegs de carmelites, amb música de Francis Poulenc, estrenada en 1957.